# Black Country

Bandiera ufficiale del Black Country, inaugurata nel luglio 2012.

Black Country ( paese nero) è un'area vagamente definita della conurbazione delle Midlands Occidentali inglesi,  formata dalla parte nord ed ovest dell'area di Birmingham e dalla parte sud ed est dell'area di Wolverhampton. Dalla fine del XIX secolo, questa zona è diventata una delle aree più industrializzate della nazione. 
Le miniere di carbone di South Staffordshire, la lavorazione del carbone stesso, le fonderie di ferro e i centri siderurgici per la produzione di acciaio (che usano il carbone qui prodotto per le loro fornaci) hanno qui prodotto un livello di inquinamento talmente elevato da avere pochi eguali al mondo.
Il concetto di "Black Country" è relativamente recente, dato che questa espressione non è stata rilevata prima del 1840. Si crede che l'area sia stata così denominata a causa dell'inquinamento industriale che ricopre l'area di fuliggine nera. Esiste anche un aneddoto (di dubbia autenticità) sulla Regina Vittoria, che ordinava di abbassare le persiane della carrozza del treno reale nella quale viaggiava ogni volta che transitava in quella regione. In realtà, gli storici suggeriscono come possibilità che il soprannome fosse noto prima della Rivoluzione Industriale: le vene carbonifere affioravano spesso nella superficie della brughiera, e la presenza del carbone a basse profondità contribuì ad annerire il terreno.
La zona è conosciuta anche per il suo particolare dialetto, che differisce notevolmente anche in diverse parti della stessa area. Nonostante la vicinanza a Birmingham, buona parte della popolazione di Black Country rifiuta di dichiararsi appartenente a quella zona, dimostrando così l'orgoglio di appartenere ad una regione separata nonché la forte identità dell'area.

## Geografia
I confini in Black Country sono abbastanza controversi, dato che alcuni vi includono l'intera area di Wolverhampton mentre altri ne inseriscono solo una parte. Nella maggioranza dei casi, all'interno di Black Country sono incluse l'area metropolitana di Dudley, Sandwell, Walsall e la città di Wolverhampton. La città di Dudley è spesso indicata come la capitale (ufficiosa) di Black Country.
Una più vecchia e più precisa definizione de facto del territorio è data appoggiandosi sulla geologia, ed indica i filoni di carbone grezzo presenti nelle faglie di South Staffordshire (conosciuti localmente con il nome di thirty foot seam, "cicatrice di 30 piedi") come limiti ad est e ad ovest, mentre il limite a nord è identificato dalla faglia di Bentley, che divide il bacino di South Staffordshire dal vicino bacino carbonifero di Cannock Chase. Il confine sud è identificato nei pressi di Halesowen e Stourbridge, dove l'affioramento del carbone pare formare una sorta di confine. Secondo questa teoria, parte dei territori di Walsall, Wolverhampton e Stourbridge non sono parte di Black Country mentre ne entra a far parte West Bromwich, anche se la thirty foot seam diventa praticamente piana. Queste limitazioni sono tenute in forte considerazione a livello locale. Al contrario, i non residenti spesso indicano come limite est le autostrade M5 e M6 ma si tratta solo di una approssimazione, dato che Smethwick si trova più ad est delle strade citate e buona parte di Walsall si trova a nord-est della M6. Da un punto di vista geologico, questa proposta è del tutto errata. La maggior parte delle aree urbane di Black Country si è infatti unita in una singola conurbazione e in maniera completamente inusuale, dato che non ha (come di norma) un solo centro, essendo la fusione nata da una serie di cittadine e villaggi industriali nel XX secolo. I più centri, presenti in passato, sono tuttora ancora identificabili anche se spesso non pienamente riconoscibili, essendo stati inglobati in un'area metropolitana il cui centro si trova da tutt'altra parte.
Black Country è attualmente completamente all'interno delle West Midlands, ma anticamente venne divisa nelle contee di Staffordshire e Worcestershire. L'antica parrocchia (e municipio prima del 1966) di Dudley era una parte distaccata del Worcestershire presente però all'interno del Staffordshire, mentre fino al 1845 buona parte della parrocchia di Halesowen (includendo Oldbury e Warley Salop, ma non Cradley o Warley Wigorn) era una parte distaccata del Shropshire.
Dal 1974, la zona di Black Country è amministrata dalle 4 autorità locali del distretto di Dudley, Wolverhampton, Sandwell e il distretto di Walsall, mentre in precedenza consisteva in diversi piccoli distretti urbani. Nel 1966, il distretto di Dudley inglobò buona parte di Sedgley e Brierley Hill, mentre il distretto di Coseley fu diviso tra Dudley e Wolverhampton: quest'ultimo inglobò invece Tettenhall, Wednesfield e Bilston. Il distretto di West Bromwich annetté buona parte di Tipton e Wednesbury, mentre ulteriori parti di Tipton e Dudley andarono a formare il nuovo distretto di Warley (che fu formato principalmente da Oldbury, Smethwick e Rowley Regis). Il distretto di Walsall inglobò invece le città di Darlaston e Willenhall. Infine, nel 1974 il distretto di Dudley si espanse ulteriormente incorporando Halesowen e Stourbridge, mentre West Bromwich e Warley si unirono andando a formare Sandwell; il distretto di Walsall incorporò invece Aldridge-Brownhills (che, solitamente, non è indicato come parte di Black Country).
Attualmente, Black Country comprende parte delle città di Bilston, Blackheath, Brierley Hill, Brownhills, Coseley, Cradley, Cradley Heath, Darlaston, Dudley, Gornal, Great Bridge, Halesowen, Kingswinford, Lye, Netherton, Oldbury, Old Hill, Quarry Bank, Rowley Regis, Sedgley, Smethwick, Stourbridge, Tipton, Walsall, Warley, Wednesbury, Wednesfield, West Bromwich, Willenhall e Wordsley.

## Storia
L'industrializzazione della zona di Black Country iniziò prima della Rivoluzione Industriale: si tratta infatti di un'area in cui la metallurgia ricopriva un ruolo importante già dal XVI secolo, grazie alla presenza di miniere di ferro e della già citata faglia carbonifera (la più grande della Gran Bretagna). Buona parte della popolazione possedeva un appezzamento di terreno proprio in cui praticava l'agricoltura, ma spesso gli abitanti lavoravano allo stesso tempo come fabbri: gli storici dell'economia indicano oggi questo fenomeno con il nome di protoindustrializzazione.

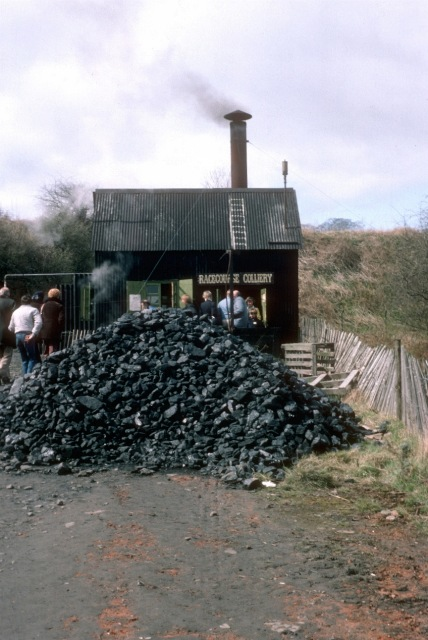
Ricostruzione di un centro di raccolta del carbone - Black Country Living Museum

Nel 1642, allo scoppio della Guerra civile inglese, il re Carlo I non riuscì a conquistare i due arsenali di Portsmouth e Hull, città legate al Parlamento ma situate all'interno di regioni fedeli al re. Dopo il fallimento di queste operazioni, Carlo si ritrovò privo di spade, picche, armi da fuoco e munizioni: tutto ciò gli venne fornito da Black Country. Da Stourbridge arrivarono le munizioni, da Dudley i cannoni: le innumerevoli piccole forge che esistevono a nord di Worcestershire produssero lame per le spade e punte per le picche. Si dice che tra le varie cause dell'odio di Carlo I per Birmingham ci fosse il fatto che il miglior fabbricante di spade del tempo, un uomo chiamato Robert Porter che viveva e lavorava nel Worcestershire (ma che vendeva le sue lame a Birmingham), si rifiutò di vendere le sue spade a qualsiasi prezzo a Carlo, uomo assetato di sangue (soprannome che i Puritani avevano affibbiato al re) e tantomeno ai suoi alleati.
In risposta all'armaiolo, i monarchici arruolarono tra le loro file il colonnello Dud Dudley, che inventò un nuovo metodo di fusione del ferro usando il coke: lo stesso Dudley proclamò che poteva produrre "ogni sorta di barre di ferro per la produzione di moschetti, carabine e pezzi per opere più grandi" più velocemente ed economicamente di qualsiasi altro metodo, nonché con una qualità maggiore: il suo metodo fu messo al servizio dell'esercito del re.
A partire dal XIX secolo e nei primi anni del 20º, molti villaggi avevano la loro produzione caratteristica, ma l'artigianato più antico andò via via scomparendo: alcune attività si rivelarono meno antiche di questo supposto in un primo periodo. Per esempio, la produzione di catene di Cradley Heath è stata datata come iniziante nel 1820 circa, mentre l'industria di holloware di Lye è addirittura più recente, quando entrambe parevano risalire al XVII secolo.
Prima della Rivoluzione Industriale, carbone e calcare erano lavorati solo in quantità modeste e solo per il fabbisogno locale, ma durante la Rivoluzione Industriale, con l'apertura di nuovi canali (come il Canale di Birmingham, il Canale di Stourbridge e il Canale di Dudley), aumentarono le possibilità di sfruttamento dei giacimenti dell'area. Migliorie nell'uso del coke per la produzione del ferro (fino a quel momento limitata dalla produzione di carbone fossile) permisero un rapido aumento della produzione. Già nell'epoca vittoriana Black Country era una delle zone più industrializzate d'Inghilterra, e diventò nota per l'alta percentuale di inquinamento dovuta alla produzione di carbone e ferro e a tutte le conseguenti fabbriche che lavoravano i due minerali. Lo sviluppo portò all'espansione della rete ferroviaria locale che collegò direttamente anche le miniere. Al giorno d'oggi, la linea ferroviaria da Stourbridge a Walsall che attraversava Dudley Port e Wednesbury fu chiusa negli anni '60, mentre la linea da Birmingham a Wolverhampton (che passa anche per Tipton) è ancora oggi un'importante linea di trasporto.
Alcune ancore e catene della famosa nave passeggeri RMS Titanic furono prodotte a Black Country, e più precisamente nell'area di Netherton. Furono infatti prodotte 3 ancore e le necessarie catene, per un totale di circa 100 tonnellate: la sola ancora centrale pesava 12 tonnellate e fu trasportata da Netherton fino al cantiere navale da 20 cavalli da tiro.
Un altro motivo di notorietà fu la citazione in un romanzo di Charles Dickens, La bottega dell'antiquario, scritto nel 1841, che descrive come le ciminiere della zona "sputino fuori il loro fumo malefico, oscurando la luce, e ammorbando l'aria melanconica". Nel 1862, il console americano con sede a Birmingham Elihu Burritt descrisse la regione come "nera di giorno e rossa di notte", riferendosi al fumo e alla fuliggine generati dalle fabbriche e al bagliore delle fornaci nella notte.
Si racconta che J. R. R. Tolkien creò l'oscura regione di Mordor basandosi sull'industrializzata Black Country nel suo romanzo Il Signore degli Anelli. Inoltre, in Sindarin, Mor-Dor significa Terra Oscura (o Terra Nera), e talvolta all'interno del romanzo stesso vi si riferisce ad essa come Black Country.

## Black Country oggi
L'industria pesante, un tempo preponderante a Black Country, è ormai largamente scomparsa. Il XX secolo ha visto un declino nello sfruttamento del carbone: l'industria legata al carbone cessò alla fine del 1968 con la chiusura della miniera di Baggeridge, vicino a Sedgley. Le successive normative ambientali hanno avuto come conseguenza il miglioramento delle condizioni, anche se l'area mantenne un'alta percentuale di inquinamento: negli anni '60 e '70 nacque lo slogan Keep the Black Country white! ("Mantieni bianca la Black Country"). Le conseguenze maggiori sull'economia arrivano alla fine degli anni '70 e nei primi anni '80, quando la disoccupazione salì a causa della chiusura di alcune grandi industrie storicamente presenti nella zona, come la Round Oak Steel Works a Brierley Hill e la Patent Shaft Steel Plant a Wednesbury.
La disoccupazione aumentò in questo periodo anche a causa della battaglia contro l'inflazione voluta dal primo ministro Margaret Thatcher, così come il processo di modernizzazione dell'industria britannica: l'area di Black Country venne però designata come "Enterprise Zone" e in pochi anni le attività furono riorganizzate. L'impianto di Round Oak e i terreni circostanti furono trasformati nel Merry Hill Shopping Center e nel complesso commerciale di Waterfront, mentre il sito di Patent Shaft fu trasformato in una proprietà industriale. Nel 1978 fu inaugurato a Dudley il Black Country Living Museum, dove è stata ricreato lo stile di vita dei primi anni del XX secolo: oggi è un'importante attrazione turistica e si estende per 105.000 m².
Black Country ha anche il suo tartan, disegnato da Philip Tibbetts, di Halesowen. Il tartan è nero, rosso, bianco e giallo, indicanti il carbone, i raggi del sole, l'industria del ferro e la bandiera del Regno di Mercia: in particolare, il rosso è stato indicato da Tibbetts come rappresentazione della diceria "nera di giorno e rossa di notte" citata precedentemente.

## Il dialetto del Black Country
Il dialetto tradizionale di Black Country ha conservato molti tratti arcaici dell'Early Modern English e anche del Middle English, e può essere abbastanza disorientante per chi non è del posto. Anche se è meno parlato oggi che in passato, è comune sentire alcune parole in dialetto in un discorso tra due abitanti del posto.
Variazioni dello stesso dialetto (anche se oggi in maniera molto minore) si verificano tra le diverse città e villaggi della zona: anche se non facilmente distinguibili dai forestieri, è facile per un abitante di Black Country riconoscere le differenze tra gli accenti che caratterizzano le differenze nel dialetto.
Il dialetto non è riconosciuto dalle istituzioni e rimane perciò esclusivamente un linguaggio orale: nel 1997 un cartello stradale scritto in dialetto comparve durante la costruzione di un'isola di traffico nella zona. Il cartello diceva, una volta tradotto: "If you're daft enough to come down here on your way home, your tea will be spoilt!" (Se siete stati abbastanza sciocchi da passare da qui nella strada verso casa, il vostro tè si rovinerà!). I lavori furono poi completati nel 1998.